# طب الأقدام
طب الأقدام (بالإنجليزية: Podiatry)‏ هو فرعٌ من الطب يتخصصُ في دراسة وتشخيص والعلاج الطبي والجراحي لاضطرابات القدم والكاحل والطرف السفلي.

## روابط خارجية
- Podiatry على مشروع الدليل المفتوح
- The Kederminster Pharmacopolium